# Тридцатилетняя война (Шиллер)
«История Тридцатилетней войны» (нем. Geschichte des dreißigjährigen Krieges) или просто «Тридцатилетняя война» — историческое сочинение немецкого писателя Фридриха Шиллера, опубликованное в 1791—1792 годах. Считается наиболее значительной из его исторических работ.

## Создание
Фридрих Шиллер начал писать «Историю Тридцатилетней войны» в декабре 1789 года по заказу издателя. Это была вторая его историческая работа после «Отпадения Нидерландов от испанского владычества». Работа продвигалась быстро, так что уже к сентябрю 1790 года Шиллер закончил первые две книги, опубликованные в 1791 году в «Историческом календаре для дам». Они имели огромный успех благодаря актуальности темы для немецких читателей и популярному стилю. К марту того же года все семь тысяч экземпляров были раскуплены, и вскоре вышел дополнительный тираж.
Шиллера этот успех воодушевил. «Я не вижу причин, — говорит он в одном письме, — почему бы я не мог, если я серьёзно того пожелаю, стать первым историком в Германии». Однако в мае 1791 года писатель серьёзно заболел, позже он охладел к материалу, так что для «Исторического календаря» на 1792 год была написана небольшая часть от запланированного. Только ценой огромных усилий Шиллер смог закончить свой труд к сентябрю 1792 года. В связи с этим он написал другу: «Вряд ли Германская империя была больше рада, чем я, Вестфальскому миру».

## Содержание и оценки
«История Тридцатилетней войны» считается наиболее значительной из исторических работ Шиллера. При этом исследователи констатируют, что подход автора к источникам был дилетантским, а беспристрастность в изложении осталась недостижимой целью.